# Astragalus karkarensis
Astragalus karkarensis är en ärtväxtart som beskrevs av Mikhail Grigoríevič Popov. Astragalus karkarensis ingår i släktet vedlar, och familjen ärtväxter. Inga underarter finns listade i Catalogue of Life.